# Polynormande 2018
La 40e édition de la Polynormande a eu lieu le 5 août 2018. Elle fait partie du calendrier UCI Europe Tour 2018 en catégorie 1.1.

## Présentation

### Équipes
Classé en catégorie 1.1 de l'UCI Europe Tour, la Polynormande est par conséquent ouverte aux UCI ProTeams dans la limite de 50 % des équipes participantes, aux équipes continentales professionnelles, aux équipes continentales et aux équipes nationales.
| WorldTeams (2)- AG2R La Mondiale - Groupama-FDJ Équipes continentales professionnelles (7)- WB-Aqua Protect-Veranclassic - Wanty-Groupe Gobert - Cofidis, Solutions Crédits - Delko-Marseille Provence-KTM - Fortuneo-Samsic - Direct Énergie - Vital Concept Équipes continentales (9)- Sangemini-MG.Kvis - Madison Genesis - Saint Michel-Auber 93 - Differdange-Losch - ONE Pro Cycling - BEAT Cycling Club - Team Sauerland NRW p/b SKS GERMANY - H&R Block - Roubaix Lille Métropole |
| |

## Classement[2]
| \| Classement général \| Classement général \| Classement général \| Classement général \| Classement général \| \| Coureur \| Coureur \| Pays \| Équipe \| Temps \| \| ------------------ \| ------------------- \| ------------------ \| -------------------------- \| ------------------ \| \| 1er \| Pierre-Luc Périchon \| France \| Fortuneo-Samsic \| 4 h 05 min 22 s \| \| 2e \| Pierre Gouault \| France \| Saint Michel-Auber 93 \| + 0 s \| \| 3e \| Lorrenzo Manzin \| France \| Vital Concept \| + 8 s \| \| 4e \| Hugo Hofstetter \| France \| Cofidis, Solutions Crédits \| + \| \| 5e \| Connor Swift \| Royaume-Uni \| Dimension Data \| + \| \| 6e \| Samuel Dumoulin \| France \| AG2R La Mondiale \| + \| \| 7e \| Kévin Van Melsen \| Belgique \| Wanty-Groupe Gobert \| + \| \| 8e \| Flavien Maurelet \| France \| Saint Michel-Auber 93 \| + \| \| 9e \| Clément Russo \| France \| Fortuneo-Samsic \| + \| \| 10e \| Jimmy Turgis \| France \| Cofidis, Solutions Crédits \| + \| |                     |             |                            |                 |
| |                     |             |                            |                 |
| |                     |             |                            |                 |
| Classement général |                     |             |                            |                 |
| Coureur | Coureur             | Pays        | Équipe                     | Temps           |
| 1er | Pierre-Luc Périchon | France      | Fortuneo-Samsic            | 4 h 05 min 22 s |
| 2e | Pierre Gouault      | France      | Saint Michel-Auber 93      | + 0 s           |
| 3e | Lorrenzo Manzin     | France      | Vital Concept              | + 8 s           |
| 4e | Hugo Hofstetter     | France      | Cofidis, Solutions Crédits | +               |
| 5e | Connor Swift        | Royaume-Uni | Dimension Data             | +               |
| 6e | Samuel Dumoulin     | France      | AG2R La Mondiale           | +               |
| 7e | Kévin Van Melsen    | Belgique    | Wanty-Groupe Gobert        | +               |
| 8e | Flavien Maurelet    | France      | Saint Michel-Auber 93      | +               |
| 9e | Clément Russo       | France      | Fortuneo-Samsic            | +               |
| 10e | Jimmy Turgis        | France      | Cofidis, Solutions Crédits | +               |